# Stridie

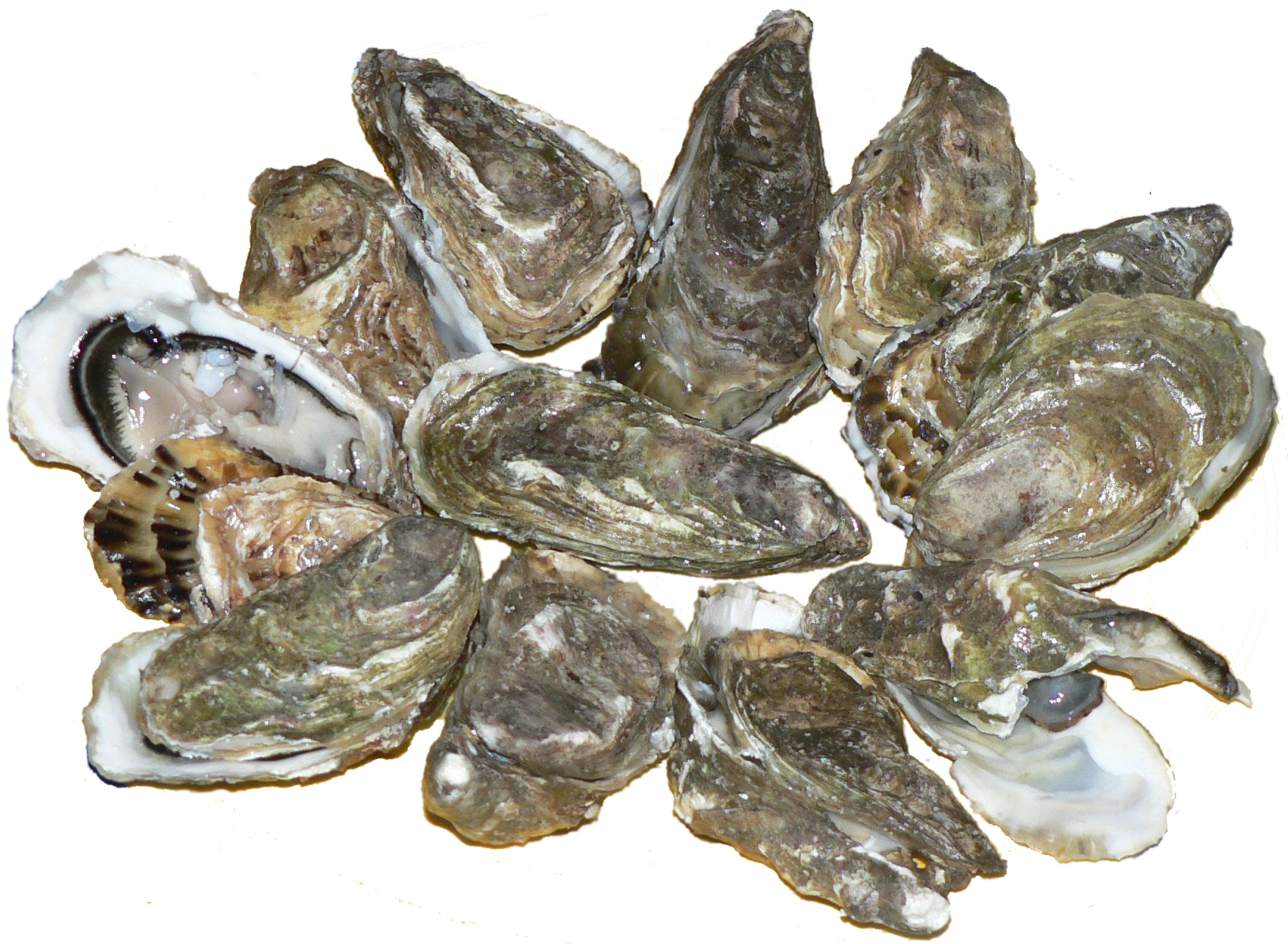
Stridii din Pacific (Crassostrea gigas)

Stridia (în engleză Oyster, în franceză huître) este o scoică cu cochilia neregulată, care face parte din clasa Bivalvia. Numele științific al 
scoicii în latină ostreum provine din greacă ostéon", ce înseamnă os. Pot fi întâlnite în toate mările lumii unde există stânci care acționează cu mareele și apa este puțin adâncă. Stridiile sunt hermafrodite (își schimbă sexul), dezvoltându-se inițial ca masculi și apoi ca femele. Unele specii sunt comestibile, iar altele care produc perle nu sunt comestibile.
Stridiile comestibile fac parte din familia Ostreidae (genurile Crassostrea, Ostrea, Saccostrea etc), în timp ce stridiile producătoare de perle (atât cele produse natural, cât și cele de cultură) fac parte din familia Pteriidae.
Deoarece stridiile prezintă o importantă valoare economică, ele sunt cultivate, ocupație care este numită ostreicultură, o ramură a mariculturii.

## Morfologie externă
Corpul stridiei este o cochilie, ea și cavitatea paleală sunt caracteristice moluștelor. Cochilia poartă popular denumirea de scoică. Ea este o formațiune dură, calcaroasă, principalul rol al cochiliei este de protecție. Cochilia are rol de protecție în special masa viscerală și rol de schelet extern. Pe cochilie se fixează o parte din musculatura corpului iar forma și gradul ei de dezvoltare diferă de la un grup de moluște la altul. Poate fi formată din una, două sau mai multe bucăți.

## Specii
| Denumirea științifică    | Numele comun          | Procentul consumat |
| ------------------------ | --------------------- | ------------------ |
| Crassostrea gigas        | Stridia de Pacific    | 93,7 %             |
| Crassostrea virginica    | Stridia americană     | 5,1 %              |
| Crassostrea iredalei     | Stridia papuc         | 0,3 %              |
| Ostrea edulis            | Stridia europeană     | 0,2 %              |
| Saccostrea glomerata     | Stridia de Sydney     | 0,1 %              |
| Crassostrea rhizophorae  | Stridia de mangrove   | 0,1 %              |
| Ostrea lutaria           | Stridia neozeelandeză | <0,1 %             |
| Ostrea chilensis         | Stridia ciliană       | <0,1 %             |
| Crassostrea gasar        | Stridia de Gasar      | <0,1 %             |
| Ostrea conchaphila       | Stridia Olympia       | <0,1 %             |
| Crassostrea corteziensis | Stridia Cortez        | <0,1 %             |
| Saccostrea cuccullata    | Stridia capac         | <0,1 %             |
| Crassostrea madrasensis  | Stridia indiană       | <0,1 %             |
| Crassostrea angulata     | Stridia portugheză    | <0,1 %             |